# خودشه
خودشه (انگلیسی: That's Him) یک فیلم کمدی صامت کوتاه به کارگردانی گیلبرت پرت است که در سال ۱۹۱۸ منتشر شد.

## بازیگران
- هارولد لوید
- اسناب پالرد
- ببه دنیلز
- هلن گیلمور
- گاس لئونارد
- لایج کانلی
- لو هاروی
- ماری موسکینی
- جیمز پروت
- چارلز استیونسون